# Узраст сексуалне сагласности у Јужној Америци
Свака држава, било да је чланица неке уније или не, мора експлицитно да изјасни законом узраст сексуалне сагласности својих грађана. Људска сексуалност је изражавање сексуалних осећања. Тиме су обухваћени биолошки, еротски, физички, емотивни, друштвени, или духовни осећаји и понашања. Пошто је то широк појам који се временом мења, њему недостаје прецизна дефиниција. У законском документу мора бити означена старост особе која може имати сексуални однос а да се тиме не противи закону. Та старост важи за оба пола. Ако држава не прихвата содомију и хомосексуалност, то мора бити означено у тексту закона. Једина држава у Јужној Америци у којој је хомосексуалност илегална је Гвајана.
Многе државе у Јужној Америци имају различите нивое заштите или ограничења везаних са узраст сексуалне сагласности. Старост у којој више нема ограничења указује на то када особа постиже пуну и потпуну полну аутономију у оквиру поштовања закона као и минималну старост у којој особа може легално дати пристанак. Било који сексуални чин почињен испод ове минималне старости квалификован је као „сексуално злостављање“. Сексуално злостављање је један од најтежих облика злостављања који оставља трајне психофизичке и социјалне последице на жртву. Сексуално злостављање деце је посебно тежак облик, који је предмет пажње јавности и осуде.

## Дефиниција
Узраст сексуалне сагласности се разликује од државе до државе. Узраст сексуалне сагласности, такође, може зависити од врсте сексуалног чина, пола учесника или учесница у сексуалном чину или од других критеријума, као што је позиција моћи. Нека законодавства разликују сексуалне односе између вршњака и сексуалне односе између особа различитог узраста (рецимо, малолетних и пунолетних особа). Различити закони различито гледају на прекршаје везане за УСС и могу их сматрати (и кажњавати) као мања кривична дела или као силовање по слову закона.
Морамо напоменути да људска активност има биолошки, физички и емоционални аспект. У биолошком смислу се односи на репродуктивни механизам, као и основне биолошки нагон који постоји у свим врстама и може обухватити сексуални чин и сексуални контакта у свим његовим облицима. Емоционални аспекти се баве интензивним особним везама и емоцијама створеним између сексуалних партнера за време сексуалне активности. Физичка питања везана уз сексуалности су у распону од чисто медицинских промишљања до бриге о физиолошким или чак психолошким и социолошким аспектима сексуалног понашања.
У неким културама се сексуална активност сматра прихватљивим само у браку, иако су предбрачни и ванбрачни секс универзалне појаве. Неке сексуалне активности су илегалне у свим или само неким неким земљама, а неке се сматрају супротним друштвеним нормама. На пример, сексуална активност са особом испод узраст сексуалне сагласности и сексуално насиље се сматрају кривичним делима у многим државама.

## Сексуално насиље над малолетницима у Латинској Америци
Сексуално насиље се односи на све теже облике насиља, као што је силовање, покушај силовања, силовање на састанку, силовање у партнерском односу, али и на сексуално узнемиравање, добацивање, непримерене коментаре сексуалне природе, додиривање, приказивање порнографије, понижавајући сексуални однос, инцест, обљубу, подвођење, присилне трудноће или присиљавање на абортус.
Сексуално насиље над малолетницима главни је проблем у Латинској Америци. Деца су најугроженија у својим домовима, док су адолесценти у ризику не само код куће, већ и унутар шире заједнице (на пример у школи). Међутим, мало је података доступних због тишине која окружује ову тему. Латинску Америку обележава снажно патријархални систем, неједнакости унутар и између различитих друштвених група и слабост њених правосудних институција; све ово има утицаја на родно засновано насиље. Међутим, у Боливији, Колумбији, Еквадору, Мексику, Перуу и Парагвају, владе почињу да на децу гледају као на појединце са правима, а не као на малолетнике који су под искључивом очевом влашћу, као и на осмишљавање закона и стварање тела која ће их штитити права. У исто време, цивилно друштво се све више мобилише против насиља над женама, укључујући и девојке (ова два облика насиља иду руку под руку), у време када свест о овом проблему напредује и где се акције за његово решавање повећавају глобално. Овај извештај представља преглед средстава која су на располагању Унији за подршку недавном развоју догађаја и иницијативама усмереним на заустављање насиља над малолетницима кроз израду националних акционих планова, у сарадњи са партнерима на регионалном, националном и међународном нивоу.

## Аргентина
Аргентина се сматра регионалном силом и једном од истакнутијих латиноамеричких земаља. Старосна пунолетност без икаквих ограничења је тек када особа наврши 18 година док је сексуална сагласност тек од 13. године, без обзира на пол или сексуалну оријентацију. Сексуални чинови су обично легални код адолесцената старијих од 13 година уз ограничење да адолесценти с којим ступе у интимни однос имају између 13 и 16 година. Ако дође до несагласности или кршења овог закона, жалбу може поднети само малолетник, његови родитељи или законски старатељ.
Горе наведена ограничења такође се примењују ако је жртва навршила 18 година, а починилац дела користи сексуалну незрелост или интелектуалну супериорност жртве. О томе одређује суд.
Постоји и закон  под називом „Корупција малолетника“ којем је могуће привести правди оне који малолетнике млађе од 18 година наводе на сексуалне односе. Казне су строжије ако је :
- малолетник млађи од тринаест година;[15]
- сексуални однос стечен обманом, насиљем, страхом, злоупотребом власти или било којим другим начином застрашивања или принуде, као и када је оптужени родитељ или старатељ, брат или сестра, супружник или неко ко је одговоран за малолетника а нарочито за његово образовање;[15]

## Боливија
Боливија је земља у развоју, са средњим нивоом индекса хуманог развоја, и стопом сиромаштва од 53%. У Боливији узраст сексуалне сагласности је у доба пубертета особе. Пубертет је период раста и развоја, у току кога људска јединка завршава процес полног сазревања и стиче телесну способност. Иако су осцилације могуће, сматра се да почиње око једанаесте, а завршава се око петнаесте године (по нeкима од 13 до 20). Независно је од пола или сексуалне оријентације. „Члан 308” Боливијског кривичног законика каже: „Ако се силовање догоди над малолетном лицем дело ће се казнити затвором од десет до двадесет година. Овај члан закона односи се искључиво на телесне односе, док члан 312. покрива сва друга „ласивна дела“ која нису сврстана у телесне односе и кажњавају се затвором од једне године на три године.
Ова два закона се базирају на установи да :
- постоји озбиљна штета по здравље жртве, у овом случају малолетног лица;
- преступник је родитељ, син или ћерка, брат или сестра, полубрат или полусестра, таст или свекрва или одговоран за васпитање или негу жртве;
- постоји неколико преступника било да су у сродству или не са жртвом, у овом случају случај се третира као злостављање малолетника.

Члан 318. законског поступка се базира на установи да је:
- жртва је млађа од 12 година;[20]
- кривично дело почињено ради омаложавања;
- злочин је почињен обманом (на пример, обећањем брака), насиљем или било којим средством узнемиравања или присиле;
- жртва је физички или ментално онеспособљена било да је она ористала или не на однос;
- оптужени је супруг, родитељ, брат, законски старатељ, учитељ или пратитељ жртве.

## Бразил
Бразил је највећа земља португалског говорног подручја на свету. „Члан 224” бразилског казненог закона установљава да особа има пунолетну сексуалну пунолетство са 14 година. Без обзира на пол или сексуалну оријентацију, могући су сексуални осности једино са особама са четрнаест година или старијим, иако се оптужбе за „подмићивање малолетника“ могу подићи када је жртва стара између 14 и 18 година. Међутим, ове оптужбе могу поднети само родитељи или малолетник лично (члан број 225 Казненог закона).
Сексуални одности са малолетницима млађим од 14 година законом се сматра силовањем и строго се кажњава.
Равноправно, држава може заузети место породице ради кривичног гоњења оптуженог када је малолетно дете млађе од 18 година, једино ако је породица сувише сиромашна да би поднела тужбу (члан 225. казненог закона) или када је оптужени отац, мајка, очух, маћеха или законски старатељ малолетника (члан 225, Кривичног законика). Проституција малолетника кажњива је законом. Тада држава преузима кривични поступак. Закон не прави разлику између различитих сексуалних оријентација. Законом само особе старије од 18 година могу бити приведене и кажњене.

### Историја
Старост полне пунолетности дефинисана је од 1940. године. Злочин завођења малолетница укинут је у Бразилу у марту 2005. године. Било је применљиво само када је жртва била „невина”од 14. до 18. године.

## Чилe
Чиле једна од најстабилнијих и најпросперитетнијих латиноамеричких држава, са угледном војском и растућом привредом. Чиле предводи Латинску Америку у људском развоју, дохотку по глави становника, конкурентности, економским слободама и ниској стопи корупције.
Старост пунолетне сексуалне сагласности у Чилеју без икаквих ограничења је 18 година док је са најмање 14 година за сексуални однос, али са ограничењима до 18 година (чл. 362 чилеанског кривичног закона). 
Такође у чилеанском казненом закону постоји случај „Estupro“ (силовање по слову закона) који успоставља ограничења на сексуалне радње према особама старијим од 14 година, али млађим од 18 година. „Члан 363” кривичног закона дефинише четири ситуације „еступроа “. Сексуални однос са таквом особом је незаконит чак и ако она или она пристаје (члан 363):
- када неко искористи поремећај или менталну абнормалност код детета;
- када неко искористи однос подређености или зависности детета, као што је то случај када насилник има негу или образовање детета или када с њим постоји радни однос;
- када неко искористи занемаривање детета;
- када неко искористи дететово незнање или неискуство везано за сексуалне односе. Ово се третира као вид силовања над дететом које још није психички зрело.

Сексуални чинови наведени у члановима 361 (силовање), 362 (силовање како је дефинисано законом), 363 („еступро“) и 365 (хомосексуални односи) сматрају се „телесним односима“  који покривају фелацију, содомију и вагиналне односе. Остали чланови чилеанског казненог закона (чланови 365 бис, 366, 366 бис, 366 тер и 366.4) регулишу друге облике сексуалних чинова. „Члан 365 бис” регулише „уношење предмета“ у анус, вагину или уста.
Члан 366. бис дефинише "сексуални чин" као било који чин сексуалне конотације извршен физичким контактом са жртвом или који погађа гениталије, анус или уста, чак и ако нема физичког контакта.
„Члан 369” утврђује да се поступак који се односи на чланове 361. до 365. може водити само по жалби малолетника, његових родитеља, старатеља или његовог законског заступника. Ипак, јавно тужилаштво може самостално да тужи починитеља ако оштећена страна не може слободно да уложи жалбу или ако је законски заступник, родитељ или старатељ умешан у кривично дело.

## Колумбија
Колумбија је чланица  КИВЕТС-а и спада у земље које се брзо развијају. Етнички је веома шаролика. Старост пристанка је са 14 година, без обзира на пол или сексуалну оријентацију: члан 208. Колумбијског казненог закона.
Члан 208. који стипулише насилне „телесне везе“ са малолетницима старости од 14 година гласи: „Свако ко је у телесној вези са четрнаестогодишњом малолетницом биће затворен у трајању од четири (4) до осам (8) година. Дефиниција „телесног односа“ дата је у члану 212. и углавном се односи на вагиналне, аналне и оралне сексуалне пенетрације, али и пенетрације помоћу било ког другог дела тела или било ког другог предмета.
Члан 209. односи се на сексуална дела почињена над малолетницима од 14 година, осим оних горе поменутих и о којима малолетник сведочи. Овај члан кажњава дела особе које упражњују сексуалне осносе са малолетницима било активно или пасивно. Казна је од 3 до 5 година затвора.
„Члан 211” детаљно описује околности под којима се казна може повећати са једне трећине на половину:
- ако постоји неколико оптужених;
- да ли оптужени врши било какву власт над жртвом или користи предност њеног или њеног поверења;
- да ли је окривљени супруг или супруга жртве, или ако они сарађују или ако оптужени имају заједничко дете;
- ако дело резултира трудноћом.[32]

## Еквадор
У Еквадору Судску власт чини Савет судства као главно тело, и Народни суд правде, провинцијски судови, и заштитници народа. Законску заступљеност одређује Савет судства. Државни тужилац и јавни правобранилац су независна тела правосудног система. Старост пристанка је 14 година у Еквадору. Независно је од пола или сексуалне оријентације. Дефинисано је чланом 512, став 1 Казненог закона Еквадора који се односи на силовање како је дефинисано законом и чланом 506 истог Казненог закона који се односи на непристојни напад почињен без насиља или застрашивања.
Чланови 509. и 510. Казненог закона Еквадора цитирају „подмићивање малолетне особе“ за кривично дело квалификовано као „еступро“ и која се примењује у конкретном случају сексуалних односа са малолетником од 14 до 18 година стеченом завођењем или превара (на пример, обећање брака).
Поред тога, члан 68. закона о деци и младима из 2003. године проширио је дефиницију сексуалног злостављања малолетника тако што укључује било какав физички контакт или подстицање на сексуалне односе добијене завођењем, уценама, узнемиравањем, застрашивањем, страхом или другим сличним стварима.

## Напади на децу и младе
Еквадор је претрпео економску и политичку кризу која је имала негативне последице на рањиво становништво (између 1997. и 2007. Еквадор је имао осам различитих председника). Актуелна влада успела је да донекле стабилизује земљу, мада је такође оптужена за ограничавање слободе изражавања. Као и у Перуу, социјални сукоби који избијају због великих рударских концесија на пољопривредном земљишту или у његовој близини и даље су проблематични. Поред тога, Еквадор је на путу кријумчарења дроге, што додатно подрива његову сигурност. Главна карактеристика Еквадора може бити његова велика и добро организована аутохтона популација. 2008. године држава Еквадор званично је признала права аутохтоних народа у оквиру свог обичајног права, заобилазећи тако законско право. У другим земљама Латинске Америке обичајном праву се даје приоритет у удаљеним областима, често ради попуњавања празнина створених одсуством државе. У Еквадору су, међутим, закони домородачких народа стекли исконску димензију културне аутономије као и правне вредности. Иако случајеви силовања потпадају под кривични закон, а тиме и законски закон, многим више или мање лакшим злочинима који доводе до сексуалног насиља може се управљати на нивоу заједнице, ретко у корист жртава. Поред тога, забележено је да се неки законом прописани случајеви силовања решавају кроз обичајно право аутохтоних народа уз одобрење националних правосудних власти. Озлоглашени случај је тако пријављен 2013. године, када је мушкарац осуђен због силовања 13-годишње девојчице од стране суда обичајног права тражио његов аутохтони статус да би му аутохтони суд поново могао судити, што му је омогућило да побегне затварање10. Обичајно право аутохтоног становништва тежи да фаворизује поступке помирења у односу на казнене мере, које у случајевима насиља између неједнаких партнера, на пример између одрасле особе и детета или између мушкарца и жене, стављају жртву у неповољан положај (види такође, у вези са Перуом , Боестен, 2010, поглавље 5). Штавише, с обзиром на тајност и двосмисленост која окружују сексуално насиље уопште, односи које власти заједнице одржавају са породицама жртава представљају додатну препреку пријављивању и позивању у помоћ.

## Гвајана
У Гвајани старост сексуалне сагласности је 16 година. Старост сексуалне сагласности повећана је на 16 година 31. октобра 2005. једногласном резолуцијом гвајанског парламента а пре тог датума било је 13 година. Иако се хомосексуалност и сваки покушај содомије кажњава затвором од 10 година, доказана содомија кажњава се доживотним затвором.
Било која врста сексуалне односи са особом млађом испод 16 година се сматра силовањем и строго се кажњава.
Казне су строжије:
- Ако је починилац казненог дела родитељ, брат или сестра, ближи члан породице или старатељ.
- Ако особа присиљује младу особу на сексуални однос;
- Било који вид пенетрације било да је руком или неким предметом а да је особа млађа од 12 година.
- Ако починилац има старатељство над дететом које је млађе од 18 година;[37]
- Ако особа тера дете да гледа порнографски садржај.

## Француска Гвајана
Сексуална сагласност у Француској односи се на старост од које малолетник може да има сексуални однос са одраслом особом, а да она није починила кривично дело. Како тај термин не постоји у Казненом законику, сексуална сагласност из члана 227-25 који кажњава сексуални напад на малолетнике, што га начелно поставља као казну од 15 година било да се ради о хетеросексуалном и хомосексуалном односу. Не постоји забрана сексуалних односа између особа млађих од 18 година, без обзира да ли је једна од њих млађа од 15 година или не, све док постоји узајамна сагласност. Међутим, за дете које је премладо тешко је утврдити сагласност. Ако је једно од двоје малолетника знатно старије од другог, дело би се могло оценити као сексуални напад на малолетниу особу.
Према закону малолетно лице може имати сексуалне односе са одраслом особом, а да она није починила кривично дело (малолетник који се не сматра жртвом), од дана када напуни петнаест година, под условом да пунолетна особа нема родбинску везу са поменутим малолетником.
С друге стране, сваки сексуални напад, без обзира на старост жртве, почињен насиљем, присилом или обманом представља сексуални напад (према дефиницији Казненог закона, ако није дошло до сексуалног акта) или силовање (према дефиницији Казненог закона, да би се окарактерисало као силовање, мора да је дошло до сексуалног пенетрације). Строжије се кажњују особе које искоришћавају малолетна лица која нису зрела.
Француска судска пракса користи мотив „изненађење“ да би доказала да дете које не познаје сексуалност  не може да пристане на било коју врсту везе, па је стога нужно „изненађено“ у смислу текста, чак и када изглед сугерише да је обрнуто.
Судска пракса укључује појам изненађења као примену „када жртва због својих година, свог физичког или менталног стања, не може да пристане на однос због тога што још увек не зна ништа о томе, тако да његова сагласност не може бити узета у обзир и тиме се сматра да је ради о злостављању малолетног лица.“  Потребно је такође напоменути да Француска раздваја сексуални напад и малтретирање над малолетником које се обе кажњавају по другим ставкама закона.

### Историја
Старост која дефинише овај праг варирала је од његовог настанка 1832. године. Између 1942. и 1982, такође се разликовала у зависности од тога да ли је веза била хетеросексуална или хомосексуална. Так 1997. године, Европски суд за људска права пресудио је да такво разликовање представља дискриминацију.

## Парагвај
Због своје централне локације у Јужној Америци, Парагвај се понекад назива Срце Америке (шп. Corazón de América).
Старосна доб за пристанак на сексуалне односе у Парагвају је обично 14 година и неовисно о полу или сексуалној оријентацији.
Члан 135 Парагвајског кривичног закона који говори о сексуалном злостављању малолетника дефинише дете као било које малолетно дете старости 14 година (в. Сексуална дела над малолетном четрнаестогодишњаку кажњавају се новчаном казном или лишавањем слободе у трајању од највише три године. Свака одрасла особа која изврши сексуални чин пред малолетном четрнаестогодишњаком или га подстакне да то учини са другим дететом пред одраслом особом или трећим лицем подлеже истим казнама. У случају сексуалног односа, казна се повећава са две на 10 година затвора. Када је оптужени млађи од 18 година, оптужба се може одбацити.

### Брак и прељуба
Злочин познат под називом „еступро“ (члан 137) дефинисан је прељубничким сексуалним односом који се практикује са адолесцентима старости од 14 до 16 година. Ово кривично дело кажњава се новчаном казном и примењује се ако је један од партнера ожењен. Ако је оптужени млађи од 18 година, оптужба се може одбити.
Члан 13726 Казненог закона налаже:
- ако мушкарац наговори жену од 14 до 16 година на прељубнички секс казниће се новчаном казном;
- ако је оптужени млађи од 18 година, санкција се може одложити.

## Перу
Перу спада у земље у развоју са веома великим индексом хуманог развоја и стопом сиромаштва од 25,8%. Према члану 173 перуанског кривичног закона, старост сексуалне сагласности је са навршених 14 година, без обзира на пол или сексуалну оријентацију особе. Овај члан предвиђа да се дела сексуалне природе кажњавају различито у зависности од старости жртве:
- доживотни затвор ако је жртва млађа од седам (7) година;
- двадесет пет до тридесет година затвора ако је жртва стара између седам (7) и десет (10) година;
- двадесет до двадесет пет година затвора ако је жртва стара између десет (10) и четрнаест (14) година;
- најмање тридесет (30) година затвора када окривљени има „посебна овлашћења“ над жртвом старости између седам и четрнаест година или ако је она поверена на чување, укључујући и родитељске везе.[47]

Члан 173. такође се односи на кривично дело познато под називом „завођење“ које се односи на дела сексуалне природе добијена обманом над адолесцентима старости између 14 и 18 година. Максимална казна је три године затвора.
Постоји још једно кривично дело познато под називом „Непристојни напад на малолетну особу“ под чланом 176-А и користи се за ситуације у којима оптужени врши „дело противно пристојности“ над малолетном особом од 14. година. Ово кривично дело кажњава се затвором од 4 до 6 година.
Члан 178 допуњује ове различите одредбе у случају да трудноћа настане као резултат кривичног дела. У овом случају, оптуженом се налаже да плаћа алиментацију за дете жртве. Психотерапија је такође предвиђена чланом 178-А, након лекарског прегледа, ради унапређења социјалне рехабилитације оптуженог.
Члан 184. предвиђа исте казне за свакога ко је активно учествовао у било ком од ових злочина и који има ауторитет над малолетником било да има стродне односе са жртвом или не.

## Уругвај
Уругвај је демократска држава на челу са председником који је и шеф државе и премијер. Уругвај се често сврстава међу најразвијеније и најпросперитетније државе у Латинској Америци. Старост сексуалне сагласности је са навршених 15 година у Уругвају. Независно је од пола или сексуалне оријентације особе. Употреба силе против деце се строго кажњава ако је особа узраста од 12 до 15 година док се не докаже супротно (члан 272, 1 Казненог закона). У овом случају, терет доказивања пада на оптуженог који има прилику да у своју одбрану докаже да није направио кривично дело. Доказ о пристанку се не уважава када је жртва млађа од дванаест година.
Уругвајски казнени законик такође садржи закон о „мањој корупцији“ који се може користити против људи који наводе осамнаестогодишака на сексуални однос. После навршене 15. године, само малолетник или његови родитељи имају право на тужбу, осим ако је малолетник сироче или нема законског старатеља или када је оптужба подигнута против родитеља или законског старатеља од стране суда.

## Суринам
Законска старост сексуалне сагласности дозвољена са 12 година. Ако малолетна особа ступи у сексуалне односе са особом млађом од 12.година онда се то тумачи као силовање и кажњава се од 5 до 10 година затвора. Такође постоји такон о браку који се назива закон  брачне сагласности где је могуће склапање брака од 15 година за девојчице и 17 година за дечаке, под условом да се родитељи обе стране пристану на брак. Дозвола родитеља за ступање у брак потребна је до навршене 21. године. Закон такође налаже присуство службеника матичне књиге који треба да региструје све бракове. Према члану 62. казненог закона ако је малолетна особа остала у другим стању са малолетном особом за брак је такође потребна сагласног родитеља или старатеља.

## Венецуела
Узраст сексуалне сагласности у Венецуели је 16 година, без обзира на пол или сексуалну оријентацију.  Сексуални односи са децом кажњавају се према чл. 375–379. казненог закона. Сексуални однос са женом од 16. до 21. године може бити кажњен ако је особа била „заведена“ обећањем брака и била обманута.
Секс са дететом млађим од 12 година кажњава се затвором од 5 до 10 година, исто као и сексуални однос са одраслом особом без пристанка путем насиља или претњи. Казна се застрожава ако је дете  млађе од 16 година и ако је је учинилац родитељ, старатељ, наставник или друго лице у положају власти над жртвом (чл. 375). Казна се повећава на 6–12 година за злоупотребу поверења (чл. 376).

## Табела сексуалне сагласности по држави
| ZZZZ | ZZZZ              | ZZZZ                | |
|      | Јужна Америка     |                     | |
| 1    | Аргентина         | 13 година           | Старосна пунолетност без икаквих ограничења је тек када особа наврши 18 година док је сексуална сагласност тек од 13. године.                                                                                    |
| 2    | Боливија          | Пубертет            | Старосна пунолетност без икаквих ограничења је тек када особа уђе у пубертет. То зависи од саме особе. |
| 3    | Бразил            | 14 година           | „Члан 224” бразилског казненог закона установљава да особа има пунолетну сексуалну пунолетство са 14 година. |
| 4    | Чиле              | 14 година           | Старост пунолетне сексуалне сагласности у Чилеју без икаквих ограничења је 18 година док је са најмање 14 година за сексуални однос                                                                              |
| 5    | Колумбија         | 14 година           | Старост пристанка је са 14 година, без обзира на пол или сексуалну оријентацију. |
| 6    | Еквадор           | 14 година           | Старост пристанка је 14 година. |
| 7    | Гвајана           | 16 година           | У Гвајани старост сексуалне сагласности је 16 година. |
| 8    | Француска Гвајана | Узајамна сагласност | Термин не постоји у казненом закону али се сексуални напад над малолетницима строго кажњава. Не постоји забрана сексуалних односа између особа млађих од 18 година.                                              |
| 9    | Парагвај          | 14 година           | Старосна доб за пристанак на сексуалне односе у Парагвају је обично 14 година и неовисно о полу или сексуалној оријентацији.                                                                                     |
| 10   | Перу              | 14 година           | Према члану 173 перуанског кривичног закона, старост сексуалне сагласности је са навршених 14 година, без обзира на пол или сексуалну оријентацију особе.[                                                       |
| 11   | Уругвај           | 15 година           | Старост сексуалне сагласности је са навршених 15 година. |
| 12   | Суринам           | 12 година           | Законска старост сексуалне сагласности дозвољена са 12 година. Ако малолетна особа ступи у сексуалне односе са особом млађом од 12.година онда се то тумачи као силовање и кажњава се од 5 до 10 година затвора. |
| 13   | Венецуела         | 16 година           | Узраст сексуалне сагласности у Венецуели је 16 година, без обзира на пол или сексуалну оријентацију. |

## Табела сексуалне сагласности у свету
Следи табела која убраја земље у свету и године у којима је сексуална сагласност дозвољена. У овој табели су урачунате и земље Јужне Америке.
| Није устављен, неопходан брак          | 9     | 12     | 13                                          | 14 | 15 | 16 | 17                            | 18 |
| -------------------------------------- | ----- | ------ | ------------------------------------------- | --- | --- | --- | ----------------------------- | --- |
| Катар Саудијска Арабија Северна Кореја | Јемен | Ангола | Аргентина Буркина Фасо Северна Кореја Јапан | Аустрија Албанија Бугарска Боливија Босна и Херцеговина Бразил Белгија Немачка Италија Кина Колумбија Лихтенштајн Мјанмар Мадагаскар Парагвај Перу Португалија Северна Македонија Србија Сијера Леоне Того Фарска Острва Црна Гора Чили Еквадор Естонија | Габон Гваделуп Гвинеја Грчка Данска Индонезија Исланд Костарика Обала Слоноваче Мартиник Маурицијус Мексико Монако Нова Каледонија Пољска Порто Рико Румунија Словачка Словенија Танзанија Тајланд Уругвај Француска Хрватска Чешка Шведска Етиопија | Азербејџан Арменија Аустралија Алжир Андора Антигва и Барбуда Бермуди Барбадос Белиз Белорусија Белгија Бермуди Боцвана Краљевство Велика Британија Венецуела Виетнам Гвајана Хонгконг Грузија Француска Гвајана Зимбабве Израел Индија Јордан Шпанија Казахстан Камбоџа Канада< Кенија Киргизија Куба Литванија Латвија Либерија Луксембург Малезија Мали Молдавија Нидерланд Нови Зеланд Норвешка Нова Гвинеја Русија Салвадор Сенегал Сингапур Суринам Таџикистан Тонга Тринидад и Тобаго Узбекистан Украјина Фиџи Филипини Швајцарска Шри Ланка Јужноафричка република Јамајка | Гренада Република Ирска Кипар | Вануату Ватикан Хаити Гватемала Доминиканска република Египат Ирак Малта Мароко Намибија Непал Нигерија Оман Пакистан Руанда Есватини Танзанија Тунис Турска Уганда Еритреја Етиопија |